# Nihon ōdai ichiran
Nihon ōdai ichiran (jap. 日本王代一覧, にほんおうだいいちらん, Popis japanskih vladara) je kronika o povijesti Japana. Datira iz 17. stoljeća. Sadrži serijske zapise o japanskim vladarima uz kratke navode o znakovitim događajima ili inim zbivanjima. Sastavio ju je Gahō Hayashi  (林 鵞峰). 
Gahō Hayashi u ovoj knjizi slijedi konfucijanska načela. Ovo je djelo distribuirano u vrijeme šogunata Edoa. Znanstvena je referencija za vrijeme sve do razdoblja Meijija (1868. – 1912.).
Rad je polučio uspjeh zahvaljujući imprimaturu koje je dala konfucijanska škola Yushima Seidō. Gahōv otac Razan Hayashi utemeljitelj je te škole. Članovi obitelji Hayashi uzastopno su vodili tu školi, kao nasljedni daigaku-no-kami (大学頭?) sve do kraja šogunata.
Radovi pisaca i odgajatelja iz obitelij Hayashi postali su najvažniji izvor u sljedećim godinama. Zajedno su desetljećima radili, a u radovima opravdavali birokraciju i konzervativnu ideologiju bakufua.  Dvadeset godina poslije Nihon ōdai ichirana, Gahō Hayashi uredio je 310 svezaaka jedne druge kronologije, Honchōtsugana (本朝通鑑?). Ova je velika enciklopedija objavljena 1670. godine.
Materijal koji je izabran za uvrštavanje u kroniku Nihon ōdai ichiran odražava motrište izvornog japanskog autora i njegovog samurajskog patrona, taira Tadakatsua Sakaija, koji je bio daimyo hana (藩) Obame u provinciji Wakasi. Ovo je bila prva knjiga ove vrste koja je donesena u Europu iz Japana, a na francuski je bila prevedena kao "Nipon o daï itsi ran".
Dvanaesto izdanje Nihon ōdai ichirana objavljeno je 1803. i postalo je korisna referencija, općenito dostupna i dobro poznata u prijelaznim godinama.
Nizozemski je orijentalist i znanstvenik Isaac Titsingh donio sedam primjeraka Nipon o daï itsi ran-a sa sobom kad se vratio u Europu 1797., nakon što je dvadeset godina boravio na Dalekom Istoku. Svi su primjerci izgubljeni u previranjima za vrijeme napoleonskih ratova, no Titsinghov je francuski prijevod objavljen poslije njegove smrti. Isaac Titsingh je preveo djelo uz pomoć brojnih prevoditelja koji su bili u nizozemsku faktoriju u Nagasakiju. Objavljena je u Francuskoj 1834. pod imenom Annales des Empereurs du Japon. Dva su primjerka ove rijetke knjige dostupne internetski, preko knjižnice Sveučilišta Michigan od 30. siječnja 2007. i preko knjižnice Sveučilišta Stanford od 23. lipnja 2006. godine.